# Faramea quinqueflora
Faramea quinqueflora är en måreväxtart som beskrevs av Eduard Friedrich Poeppig. Faramea quinqueflora ingår i släktet Faramea och familjen måreväxter. Inga underarter finns listade i Catalogue of Life.